# Dassault Falcon 10X
Dassault Falcon 10X – projekt francuskiego samolotu dyspozycyjnego wytwórni Dassault Aviation, określanego również anglojęzycznym terminem business jet. W momencie prezentacji była to największa maszyna dyspozycyjna w ofercie Dassault.

## Historia
6 maja 2021 roku Dassault Aviation po raz pierwszy oficjalnie zaprezentował swój projekt nowego samolotu dyspozycyjnego. Maszyna ma charakteryzować się wieloma nowymi rozwiązaniami, niestosowanymi dotychczas w tego typu samolotach Dassault. Falcon 10X będzie posiadał skrzydła wykonane z kompozytów węglowych stając się tym samym pierwszym komercyjnym samolotem dyspozycyjnym francuskiego producenta, w którym zastosowano tego typu konstrukcję. Dassault dysponuje doświadczeniem w tego typu rozwiązaniach, budując wielozadaniowe samoloty bojowe Dassault Rafale. Skrzydło ma również charakteryzować się relatywnie dużym wydłużeniem i skosem. Do napędu samolotu wybrano jednostki Rolls-Royce Pearl 10X. Nowe silniki są przystosowane do spalania zrównoważonych paliw lotniczych. Mają również charakteryzować się zmniejszonym o 5% zużyciem paliwa w porównaniu do jednostek poprzedniej generacji. Przed instalacją silników na docelowym Falconie 10X, Pearl 10X przeszedł próby obejmujące między innym testy w powietrzu na specjalnie zmodyfikowanym Boeingu 747, zakończyły się one w 2024 roku. Załoga będzie miała do dyspozycji duże, kolorowe, dotykowe wielofunkcyjne wyświetlacze oraz wyświetlacze przezierne FalconEye. Sterowanie będzie odbywało się za pomocą bocznych drążków sterowych. Maszyna będzie dysponowała awioniką Honeywell Primus Epic, cyfrowym układem sterowania fly-by-wire. Pasażerowie samolotu będą korzystali z największej kabiny pasażerskiej jaką zaprojektował Dassault. Jej szerokość będzie wynosiła 2,77 m a wysokość 2,03 m. Dzięki modułowej budowie, kabina pasażerska ma być podatna na re aranżacje zgodnie z wymaganiami klientów. Samolot będzie dysponował bardzo dużym zasięgiem umożliwiającym mu loty trwające ponad 15 godzin. Według planów producenta, maszyna ma wejść do eksploatacji w 2025 roku.